# Sevesoramp

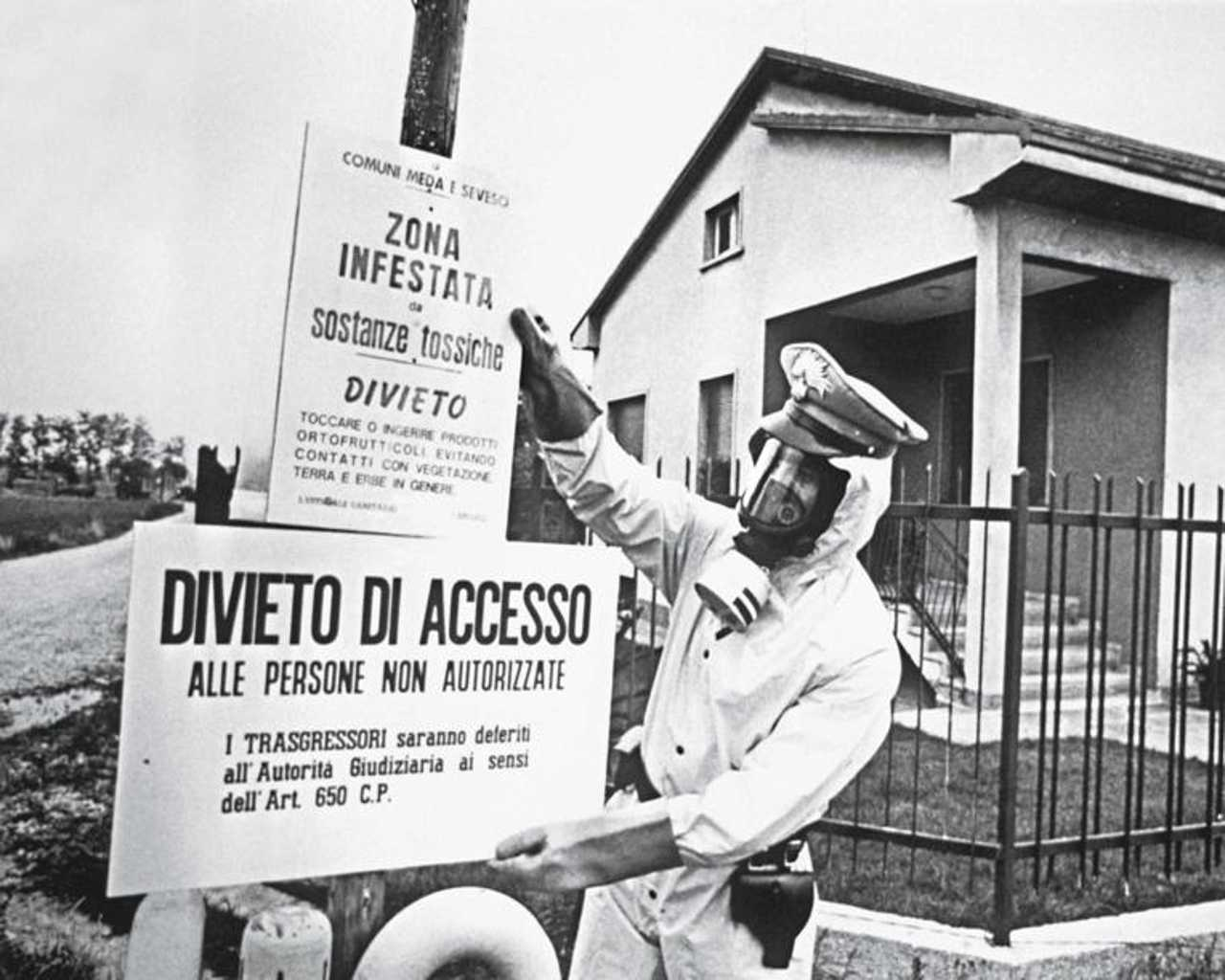
Seveso in 1976

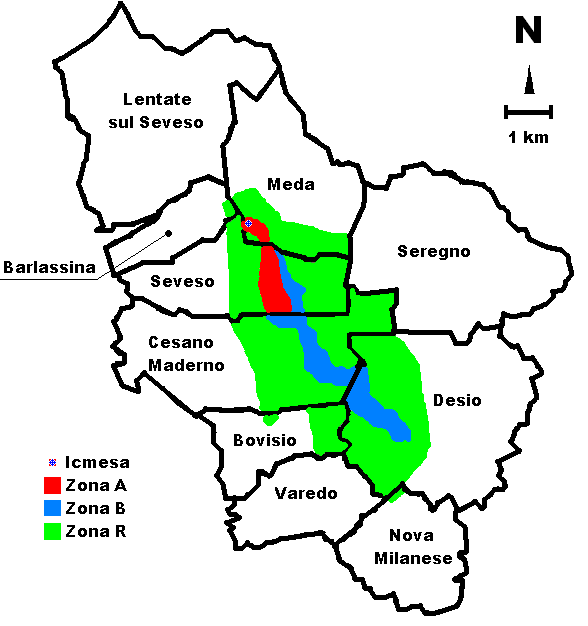
Het getroffen gebied

De Sevesoramp was een chemische ramp op 10 juli 1976. In de chemische fabriek Icmesa, onderdeel van het Zwitserse chemieconcern Hoffmann-La Roche, in het plaatsje Meda in Italië in de dichtbevolkte, verstedelijkte streek Brianza (ten noorden van Milaan) vond in de productielijn van trichloorfenol een ontploffing plaats. Bij dit ongeval werd een giftig gas uitgestoten met hoge concentraties TCDD (een dioxine), dat vooral in de buurgemeenten Seveso en Baruccana terechtkwam. Dagenlang hingen er gaswolken tussen de huizen en mensen kregen gezondheidsklachten. Er vielen geen doden, maar tientallen mensen werden ernstig ziek door het gifgas. Honderden kleine dieren (pluimvee, konijnen, lammetjes) stierven wel en tienduizenden kleine dieren werden uit voorzorg afgemaakt. Groenten in de moestuinen verdorden en bomen verloren hun bladeren. 41 families moesten definitief verhuizen omdat hun woonomgeving te erg verontreinigd was. De strenge Italiaanse antiabortuswetgeving werd, vanwege het grote risico op mismaakte foetussen, speciaal voor de streek Brianza versoepeld. De ramp trok ook de aandacht van de Europese Gemeenschap, waardoor actie werd ondernomen om wetgeving uit te werken die de mens en zijn omgeving beter beschermt tegen de gevaren en gevolgen van industriële ongevallen.
De hierop uitgewerkte Europese richtlijn, ook Sevesorichtlijn genoemd, stelt de drempel vast van de hoeveelheden gevaarlijke stoffen waarboven een bedrijf onderworpen is aan de Europese reglementering. Een sevesobedrijf is een bedrijf dat activiteiten ontplooit op het vlak van de behandeling, de productie, het gebruik of de opslag van gevaarlijke stoffen.

## Trivia
- Het nummer Suffocation op het album See you later van de Griekse componist Vangelis uit 1980 is gewijd aan de ramp in Seveso.
- In België werd op 8 november 2012 een website gelanceerd waarop sevesobedrijven in België in kaart zijn gebracht. Meer informatie op deze link.
- Het nummer Canzone per Seveso op het album Ulalla van de zanger Antonello Venditti is gewijd aan de ramp.